# Linopneustes excentricus
Linopneustes excentricus is een zee-egel uit de familie Eurypatagidae.
De wetenschappelijke naam van de soort werd in 1903 gepubliceerd door Johannes Cornelis Hendrik de Meijere.